# Дощовик грушеподібний
Дощовик грушеподібний (Lycoperdon pyriforme) — вид грибів родини печерицеві (Agaricaceae) роду дощовик (Lycoperdon).

## Будова
Гриб має зворотно грушоподібне плодове тіло, хоча окремі гриби можуть мати форму — кулясту. Заввишки він досягає — 7 см, завширшки — до 2 см, біля основи тіло ніби витягнуте, з гілчастим білим міцелієм. Молоді плодові тіла мають білий колір, згодом вони стають охряними, зрілі — коричневими, до того ж грибочки наче вкриті борошнистим нальотом. У зрілих грибів висипається коричневий споровий порошок.

## Поширення та середовище існування
Зустрічається спорадично у листяних — грабово–дубових лісах, а також у хвойних та соснових лісах. Плодові тіла дощивика грушеподібного переважно ростуть на трухлявих пнях, іноді на ґрунті серед мохів і досить великими групами.

## Практичне використання
Дощовик грушоподібний — маловідомий їстівний гриб четвертої категорії, який вживають тільки у молодому віці, коли м'якоть у плодовому тілі біла, як правило саме у день збору цих грибів смажать. Зрілі та старі гриби як харчовий продукт небезпечні для життя людини.